# 30 Minutes or Less
30 Minutes or Less (Brasil: 30 Minutos ou menos / Portugal: Entrega Armadilhada) é um filme norte-americano de 2011, do gênero comédia, dirigido por Ruben Fleischer.

## Sinopse
Dwayne sonha em abrir uma casa de prostituição sob o disfarce de clínica de bronzeamento. Para isso, resolve matar seu pai, (o Major), que ganhara um prêmio de loteria. Necessita de $100 mil dólares para contratar o matador (Chango). Juntamente com o amigo Travis planeja obrigar alguém a obter o dinheiro para eles.
Eles escolhem Nick, um entregador de pizzas da Vito's Pizza - 30 Minutes or Less! que quando ultrapassa o prazo de 30 minutos para efetuar a entrega, o cliente não precisará paga-la. Esse custo, no entanto, será descontado em seu salário.
Ocultados com máscaras de gorilas, atraem Nick e prendem explosivos C-4 em seu corpo, obrigando-o a obter os 100 mil. Nick pede a ajuda do amigo Chet, que relutantemente o ajuda a assaltar um banco.

## Elenco
- Jesse Eisenberg — Nick
- Danny McBride — Dwayne
- Aziz Ansari — Chet
- Nick Swardson — Travis
- Michael Peña — Chango
- Bianca Kajlich — Juicy
- Dilshad Vadsaria — Kate
- Fred Ward — O major

## Produção
O filme foi gravado em Grand Rapids, Michigan. Lançado em DVD e blu-ray em 29 de novembro de 2011.